# Сейберт (Колорадо)
Сейберт (англ. Seibert) — місто (англ. town) в США, в окрузі Кіт-Карсон штату Колорадо. Населення — 172 особи (2020).

## Географія
Сейберт розташований за координатами 39°17′53″ пн. ш. 102°52′10″ зх. д. / 39.29806° пн. ш. 102.86944° зх. д. (39.297967, -102.869524).  За даними Бюро перепису населення США в 2010 році місто мало площу 0,89 км², уся площа — суходіл.

## Демографія
Згідно з переписом 2010 року, у місті мешкала 181 особа в 85 домогосподарствах у складі 49 родин. Густота населення становила 204 особи/км².  Було 118 помешкань (133/км²).
Расовий склад населення:
| - 92,3 % — білих - 0,6 % — азіатів - 5,5 % — осіб інших рас |

До двох чи більше рас належало 1,7 %. Частка іспаномовних становила 13,3 % від усіх жителів.
За віковим діапазоном населення розподілялося таким чином: 22,7 % — особи молодші 18 років, 55,8 % — особи у віці 18—64 років, 21,5 % — особи у віці 65 років та старші. Медіана віку мешканця становила 46,6 року. На 100 осіб жіночої статі у місті припадало 103,4 чоловіків;  на 100 жінок у віці від 18 років та старших — 102,9 чоловіків також старших 18 років.
За межею бідності перебувало 19,8 % осіб, у тому числі 15,6 % дітей у віці до 18 років та 17,2 % осіб у віці 65 років та старших.
Цивільне працевлаштоване населення становило 67 осіб. Основні галузі зайнятості: роздрібна торгівля — 31,3 %, освіта, охорона здоров'я та соціальна допомога — 19,4 %, сільське господарство, лісництво, риболовля — 17,9 %.